# Moscow River Cup 2018
Moscow River Cup 2018, oficiálním sponzorským názvem Moscow River Cup presented by Ingrad 2018, byl tenisový turnaj pořádaný jako součást ženského okruhu WTA Tour, který se odehrával na otevřených antukových dvorcích Národního tenisového centra Juana Antonia Samaranche. Konal se mezi 23.  až 29. červencem 2018 v ruském hlavním městě Moskvě jako premiérový ročník turnaje.
Turnaj představoval, vedle lednového Shenzhen Open 2018, jednu ze dvou událostí sezóny v kategorii WTA International Tournaments s rozpočtem 750 000 dolarů a prize money 626 750 dolarů. Nejvýše nasazenou hráčkou ve dvouhře se stala německá světová desítka Julia Görgesová, která dohrála ve čtvrtfinále s pozdější šampionkou. Jako poslední přímá účastnice do dvouhry nastoupila bulharská 131. hráčka žebříčku Viktorija Tomovová.
Premiérový singlový titul na okruhu WTA Tour vybojovala 17letá Srbka Olga Danilovićová jako první šampionka narozená v roce 2000 a později. Stala se také druhou šťastně poraženou vítězkou turnaje WTA, když navázala na Andreu Jaegerovou z lednového Las Vegas 1980. Premiérovou společnou trofej ze čtyřhry na túře WTA si odvezla ruská dvojice Anastasija Potapovová a Věra Zvonarevová.

## Distribuce bodů a finančních odměn

### Distribuce bodů
| Soutěž  | vítězky | finalistky | semifinalistky | čtvrtfinalistky | 16 v kole | 32 v kole | Q  | Q2 | Q1 |   |
| ------- | ------- | ---------- | -------------- | --------------- | --------- | --------- | -- | -- | -- | - |
| dvouhra | 280     | 180        | 110            | 60              | 30        | 1         | 18 | 12 | 1  |   |
| čtyřhra | 280     | 180        | 110            | 60              | 1         | —         | —  | —  | —  | — |

### Finanční odměny
| Soutěž                                | vítězky  | finalistky | semifinalistky | čtvrtfinalistky | 16 v kole | 32 v kole | Q2     | Q1     |
| ------------------------------------- | -------- | ---------- | -------------- | --------------- | --------- | --------- | ------ | ------ |
| dvouhra                               | $163 260 | $81 251    | $43 663        | $13 068         | $7 195    | $4 444    | $2 160 | $1 270 |
| čtyřhra                               | $26 031  | $13 544    | $7 271         | $3 852          | $2 031    | —         | —      | —      |
| částky ve čtyřhře jsou uváděny na pár |          |            |                |                 |           |           |        |        |

## Ženská dvouhra

### Nasazení
| Stát                             | Hráčka                  | WTA | Nasazení |
| -------------------------------- | ----------------------- | --- | -------- |
| Německo                          | Julia Görgesová         | 10. | 1.       |
| Rusko                            | Darja Kasatkinová       | 13. | 2.       |
| Lotyšsko                         | Anastasija Sevastovová  | 22. | 3.       |
| Česko                            | Kateřina Siniaková      | 36. | 4.       |
| Bělorusko                        | Aljaksandra Sasnovičová | 41. | 5.       |
| Rumunsko                         | Irina-Camelia Beguová   | 42. | 6.       |
| Francie                          | Alizé Cornetová         | 48. | 7.       |
| Estonsko                         | Kaia Kanepiová          | 51. | 8.       |
| Žebříček WTA k 16. červenci 2018 |                         |     |          |

### Jiné formy účasti
Následující hráčky obdržely divokou kartu do hlavní soutěže:
- Antonia Lottnerová
- Anastasija Potapovová

Následující hráčka nastoupila do hlavní soutěže pod žebříčkovou ochranou:
- Laura Siegemundová

Následující hráčky si zajistily postup do hlavní soutěže v kvalifikaci:
- Paula Badosová
- Deborah Chiesaová
- Varvara Flinková
- Valentini Grammatikopoulouová
- Valentyna Ivachněnková
- Martina Trevisanová

ásledující hráčky si zajistily postup do hlavní soutěže z kvalifikace jako tzv. šťastné poražené:
- Irina Baraová
- Olga Daniloviová

### Odhlášení
před zahájením turnaje
- Irina-Camelia Beguová → nahradila ji  Irina Baraová
- Mihaela Buzărnescuová → nahradila ji  Viktorija Tomovová
- Sara Erraniová → nahradila ji  Anna Karolína Schmiedlová
- Polona Hercogová → nahradila ji  Věra Zvonarevová
- Petra Martićová → nahradila ji  Olga Danilovićová
- Julia Putincevová → nahradila ji  Tamara Zidanšeková
- Jelena Vesninová → nahradila ji  Jekatěrina Alexandrovová

v průběhu turnaje
- Anastasija Sevastovová

### Skrečování
- Tamara Zidanšeková

## Ženská čtyřhra

### Nasazení
| Stát                                                                         | Hráčka                 | Stát      | Hráčka                | WTA  | Nasazení |
| ---------------------------------------------------------------------------- | ---------------------- | --------- | --------------------- | ---- | -------- |
| Švýcarsko                                                                    | Xenia Knollová         | Švédsko   | Johanna Larssonová    | 87.  | 1.       |
| Rusko                                                                        | Veronika Kuděrmetovová | Bělorusko | Lidzija Marozavová    | 117. | 2.       |
| Austrálie                                                                    | Monique Adamczaková    | Austrálie | Jessica Mooreová      | 129. | 3.       |
| Rusko                                                                        | Natela Dzalamidzeová   | Austrálie | Anastasia Rodionovová | 132. | 4.       |
| Žebříček WTA k 16. červenci 2018; číslo je součtem umístění obou členek páru |                        |           |                       |      |          |

### Jiné formy účasti
Následující páry obdržely divokou kartu do soutěže čtyřhry:
- Sofja Lansereová /  Jelena Rybakinová
- Polina Monovová /  Maryna Zanevská

## Přehled finále

### Ženská dvouhra
- Olga Danilovićová vs.  Anastasija Potapovová, 7–5, 6–7(1–7), 6–4

### Ženská čtyřhra
- Anastasija Potapovová /  Věra Zvonarevová vs.  Alexandra Panovová /  Galina Voskobojevová, 6–0, 6–3